# Peter Hricko
Peter Hricko (Gelnica, 25 luglio 1981) è un calciatore slovacco, centrocampista del Malá Mača.

## Carriera

### Club
Hricko cominciò la carriera con la maglia del Tatran Prešov, per poi passare al VTJ Martin. Si trasferì poi allo Humenné e successivamente al Matador Púchov. Nel 2006 giocò con i norvegesi del Sarpsborg Sparta, per cui disputò un solo incontro: il 13 agosto, infatti, fu titolare nella sconfitta casalinga per 1-2 contro il Pors Grenland. Tornò allo Humenné, prima di essere ingaggiato dai polacchi del Polonia Bytom. Nel 2011 fu messo sotto contratto dal Pogoń Stettino.